# Heterotoma lobelioides
Heterotoma lobelioides là loài thực vật có hoa trong họ Hoa chuông. Loài này được Zucc. mô tả khoa học đầu tiên năm 1832.